# Мартиніян Кесарійський
Святий Мартиніян — ранньохристиянський святий та аскет, що жив у печері.

## Життєпис
Святий Мартиніян з юних літ полюбив Бога, тому пішов у пустелю, де проживав у печері неподалік Кесарії Палестинської в Малій Азії. Там він вів надзвичайно суворе аскетичне життя.
Згідно з переказами одна жінка на ім'я Зоя за спокусою сатани марно намовляла його покинути чисте, посвячене Богові життя. Опісля Зоя покаялася і вступила до монастиря, а Мартиніян перейшов жити на острівець серед моря. Згодом він повернувся на сушу, де в молитві й пості вів богоугодне життя аж до своєї праведної смерті.
Пам'ять — 13 лютого.
1. ↑  https://www.pomisna.info/wp-content/uploads/2024/12/kalendar_2025_final-1.pdf